# Algimantas Vakarinas
Algimantas Vakarinas (* 13. März 1959 in Šakiai, Rajongemeinde Vilkaviškis) ist ein litauischer Politiker, ehemaliger Vizebürgermeister von Vilnius,  Vizeminister für Innen Litauens. 

## Leben
Nach dem Abitur an der Sekundarschule absolvierte er von 1977 bis 1982 das Diplomstudium am Kauno politechnikos institutas in der zweitgrößten litauischen Stadt Kaunas und wurde Maschinenbauingenieur sowie Mechaniker.
1994 leitete er als Direktor das Hotel „Taffotel“ und 1995 das Unternehmen UAB „Pasekmė“. 1999 war erster Vizebürgermeister der Stadtgemeinde Vilnius, von 2003 bis 2007 stellvertretender Bürgermeister der litauischen Hauptstadt Vilnius. Von 2008 bis 2010 war er stellv. Innenminister Litauens.
Von 2000 bis 2015  war er Mitglied im Stadtrat Vilnius (mit Artūro Zuoko ir Vilniaus koalicija).